# Naddoddr

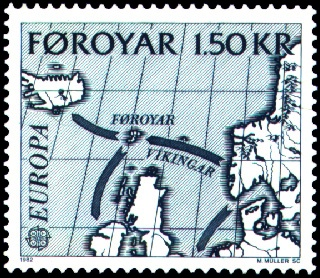
Francobollo delle Fær Øer del 1982 che illustra la rotta dei vichinghi

Naddoddr (in norreno Naddoðr, in islandese Naddoður) (Sørlandet, ... – ...; fl. IX secolo) è stato un esploratore norreno considerato lo scopritore dell'Islanda.

## Biografia
Naddoddr nacque nella zona dell'odierna contea di Agder, nella Norvegia meridionale. Fu uno dei primi coloni delle Isole Fær Øer dopo che Grímur Kamban ne aprì la colonizzazione nell'825. 
Landnámabók, un manoscritto islandese medievale, descrive con buon dettaglio l'insediamento (islandese: landnám) dell'Islanda da parte dei norreni nel IX e X secolo. Secondo il Landnámabók, l'Islanda fu scoperta da Naddoddr, il quale salpò dalla Norvegia verso le Fær Øer, ma si perse ritrovandosi sulla costa orientale dell'Islanda. Naddoddr sbarcò presso la costa meridionale del Reyðarfjörður, in prossimità del monte Reyðarfjall. Non sapendo in quale luogo si trovasse, scalò la montagna per vedere se vi fossero colonne di fumo che indicassero la presenza di un villaggio ma non ne vide nessuna. Nell'autunno dello stesso anno decise pertanto di proseguire il proprio viaggio verso le Fær Øer, ma tornato alla nave vide cadere molta neve sulle montagne circostanti, così chiamò quella terra Snæland ("Terra della neve"). L'isola divenne poi ribattezzata Ísland (Terra del ghiaccio).
Naddoddr è probabilmente il padre di Ann Naddoddsdóttir delle Isole Shetland. Si pensa anche che sia stato il primo nordico a viaggiare in America settentrionale, circa 150 anni prima di Leifur Heppni (Leif il Fortunato), suo bis-bis-nipote.